# 魚市場

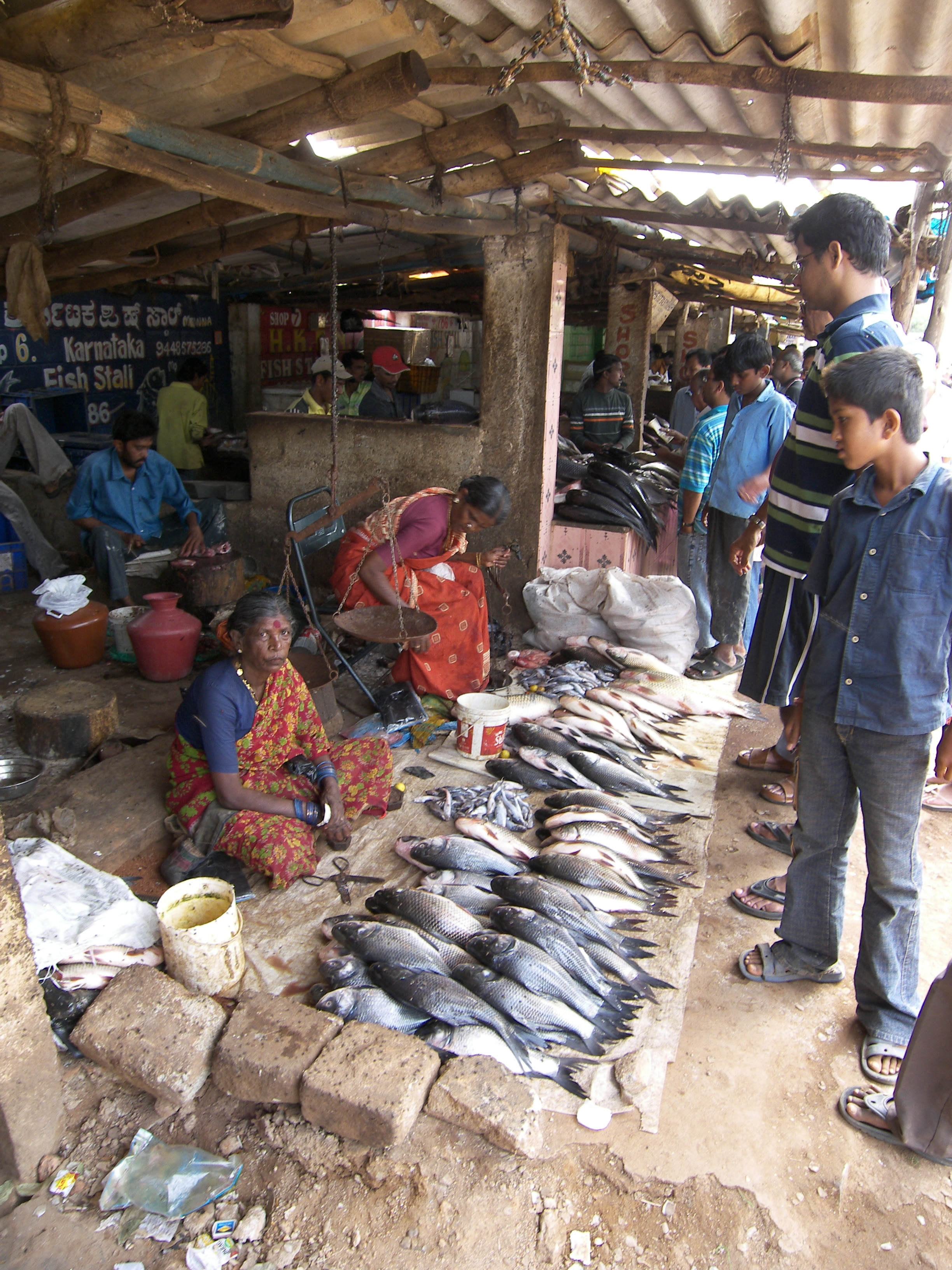
インド・バンガロールのHAL市場にある魚市

魚市場（うおいちば、英語: fish market）は、魚介類を取り引きする市場。漁師と鮮魚商の間の卸商取引ないしは個人の客を対象とした水産物の小売を行う場であり、市場によっては両方を扱う。ウェットマーケットの一種であり、しばしば屋台料理が提供される。
「魚市場」の語が指し示す範囲は、規模の面では右の写真のような魚を扱う小規模な露店から、年間約660,000トンもの魚介類を扱う東京の築地市場までさまざまである。
英語のfish marketは、魚の取引全般を意味することもあるが、本項目では、場所としての魚市場について記述するものとする。

## 歴史

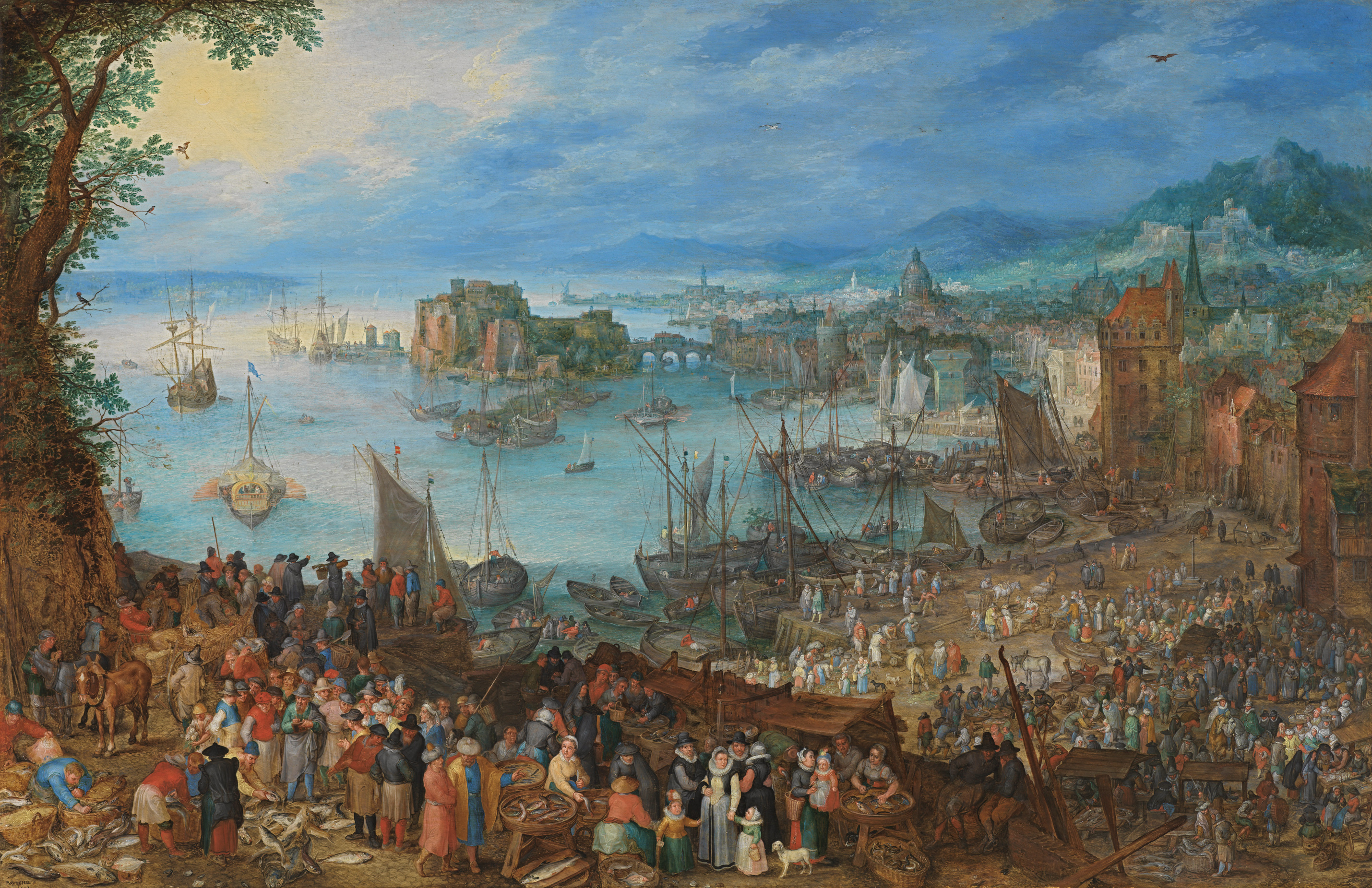
ヤン・ブリューゲルのGreat Fish Market

魚市場の歴史は古代ギリシャの時代までさかのぼる。古代ギリシャ人は魚市場を多数の人々が集まるパブリックスペースとして、直近の出来事や地方の政治について議論する場にしていた。
魚介類はすぐ腐敗することから、大半の魚市場は歴史的に見て海沿いの町に立地した。一旦、氷やその他の単純な冷却技術が利用可能になると、海岸からの交易路が発達した内陸の大都市にも魚市場が出現した。
19世紀から20世紀の冷凍・冷蔵技術の確立および高速輸送体系の構築により、技術的には至る所に魚市場を立地させることができるようになった。しかし他の食品と同様、時代の変遷により一般の消費者は魚市場ではなく、スーパーマーケットのような小売店で魚介類を買い求めることが主流になった。結果的に多くの主要な魚市場は主に卸売を扱うようになり、既存の主要小売向け魚市場は伝統的な運営方法をとり続けた。卸売市場・小売市場の双方とも往々にして観光客を惹き付けている。

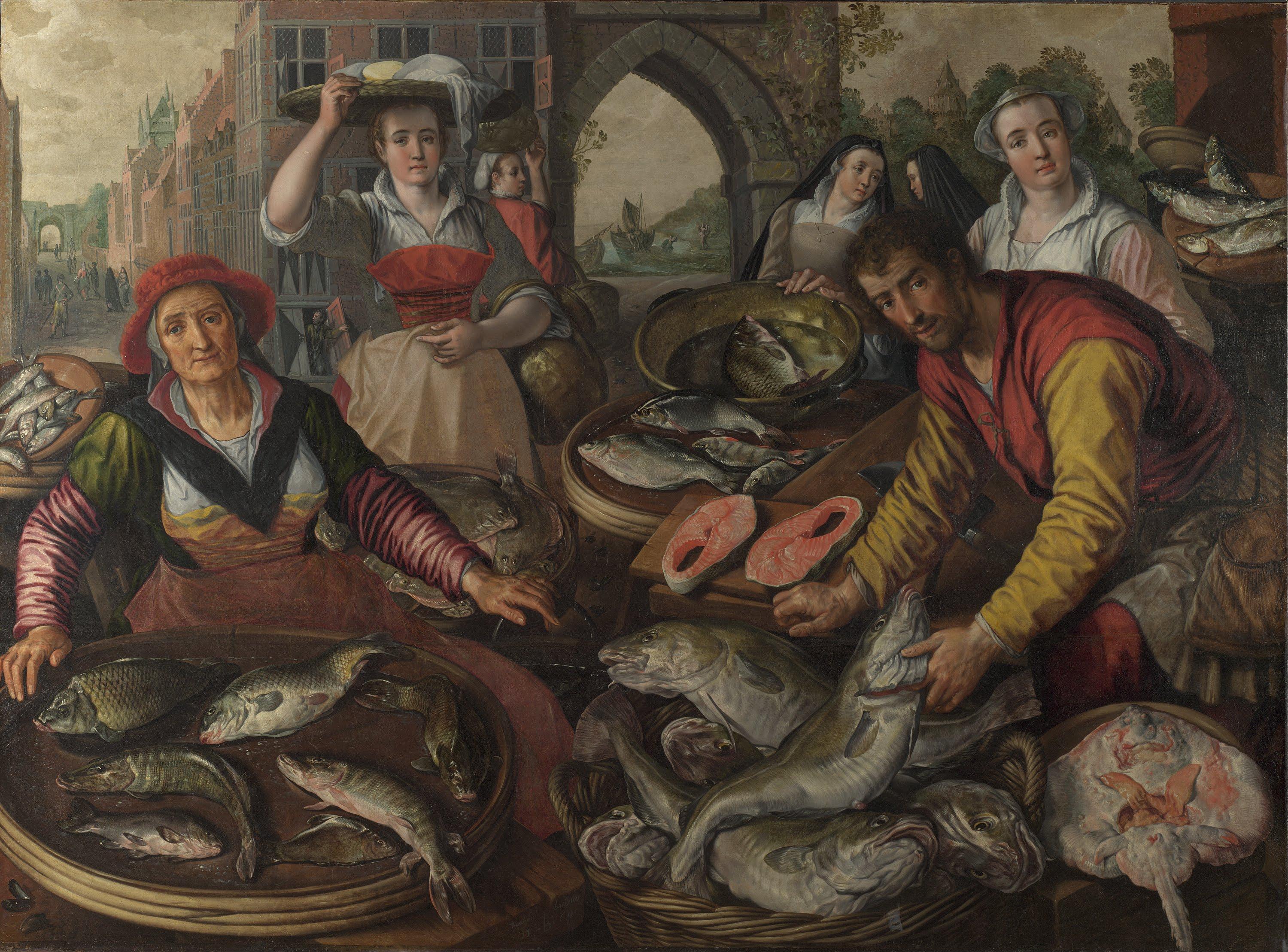
オランダの魚市場（ヨアヒム・ブーケラール作）
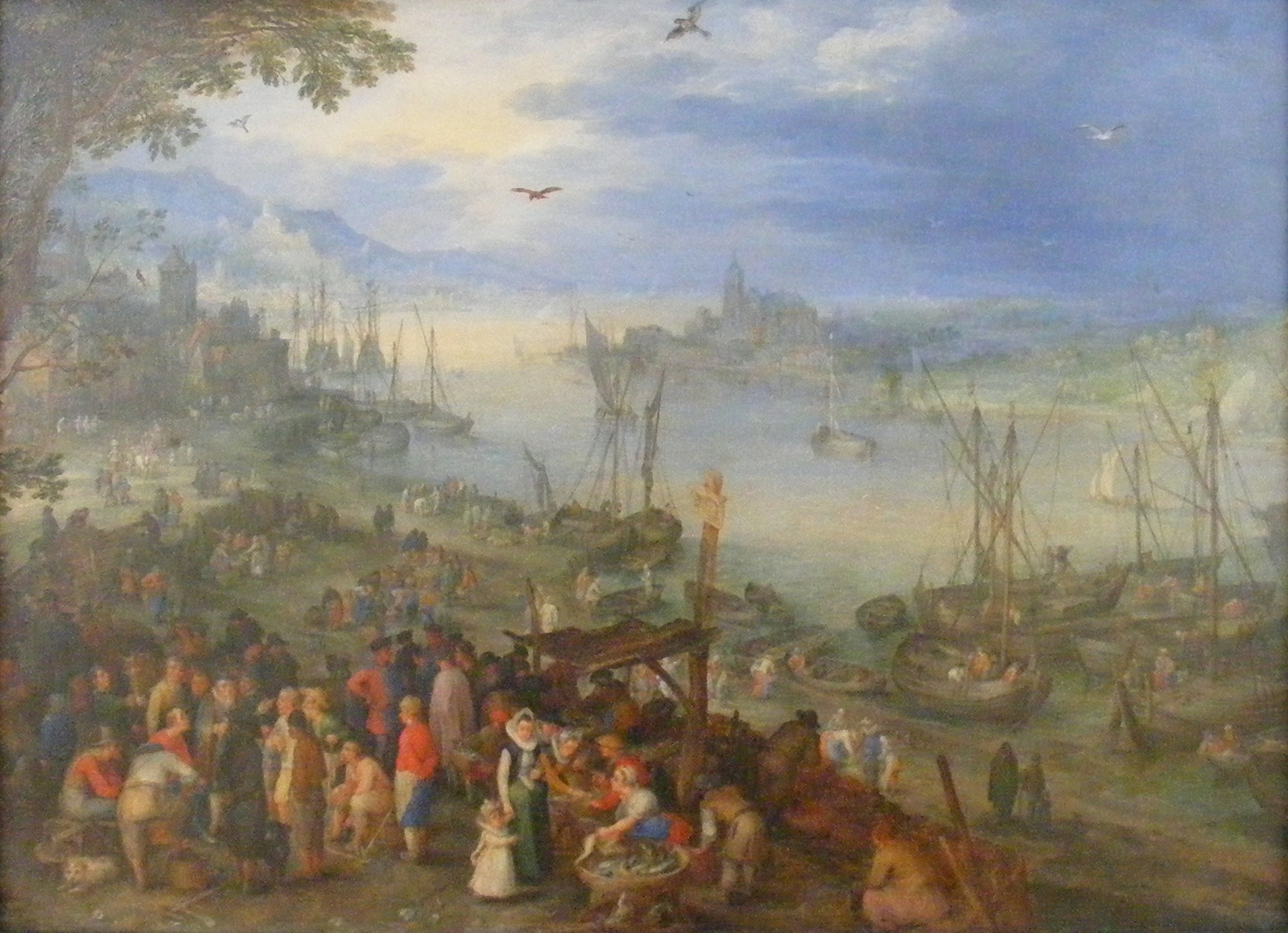
オランダの魚市場（ヤン・ブリューゲル作）
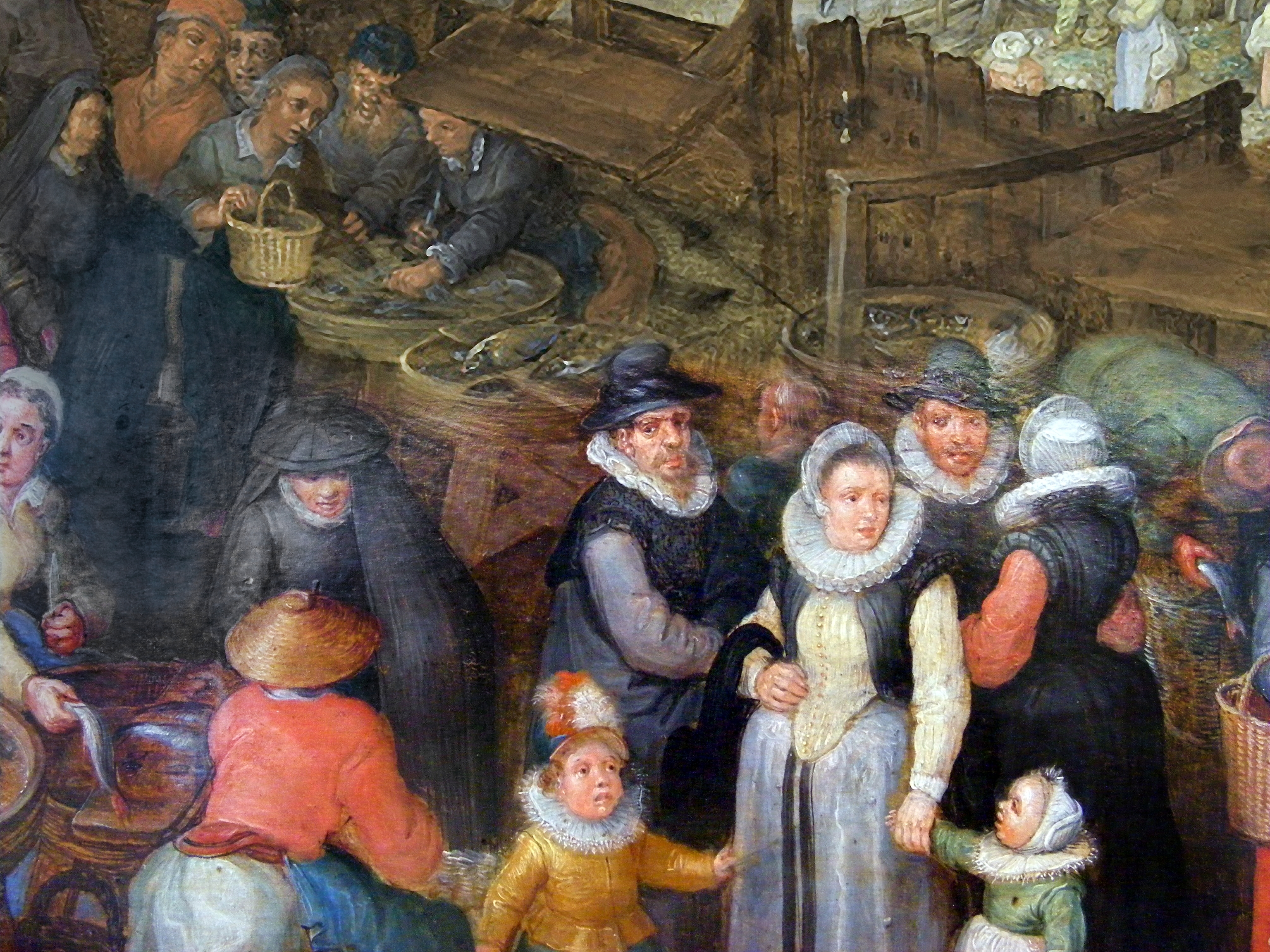
画家の一家、魚市場にて（ヤン・ブリューゲル作）
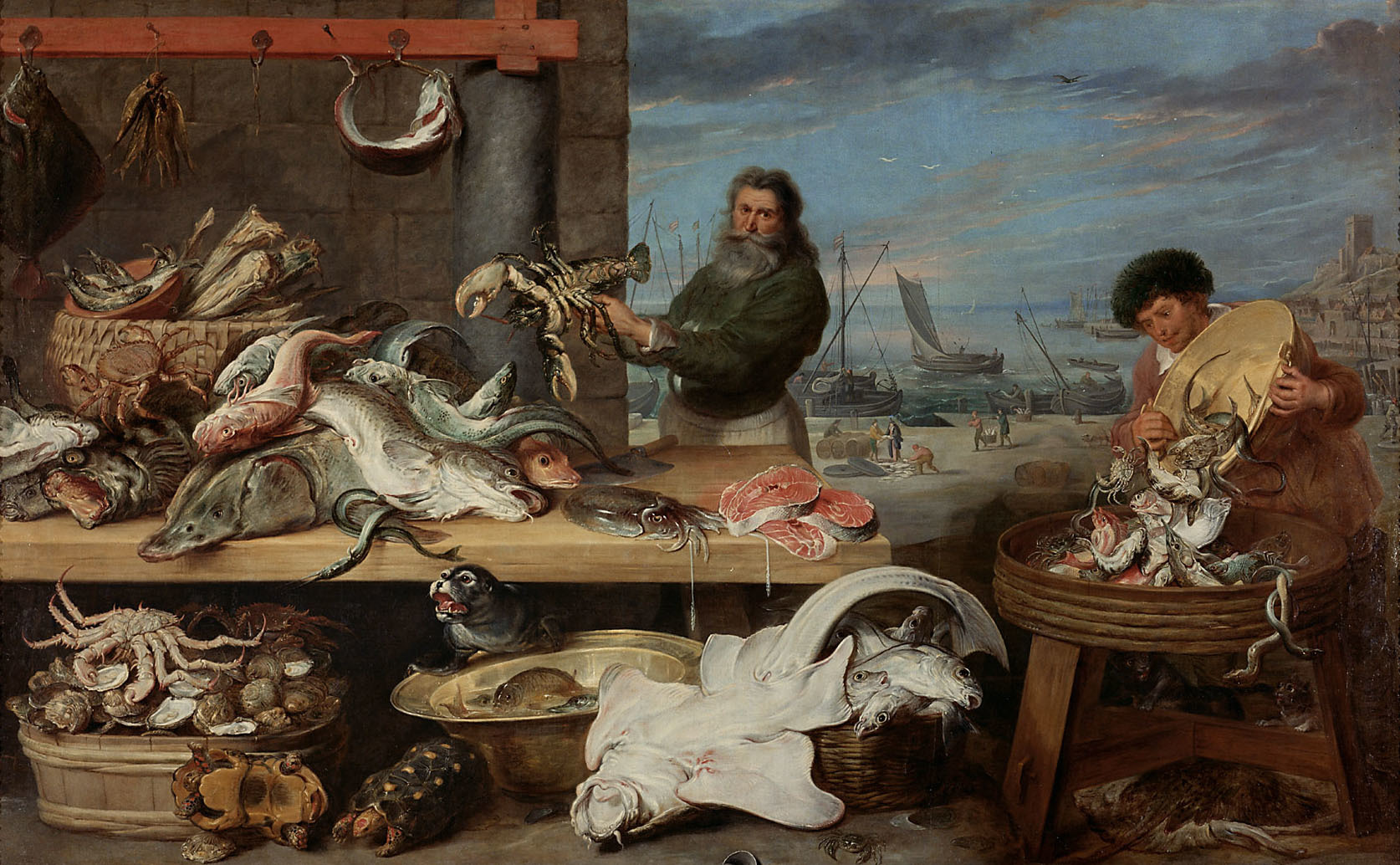
ドイツの魚市場（1615年の作品）
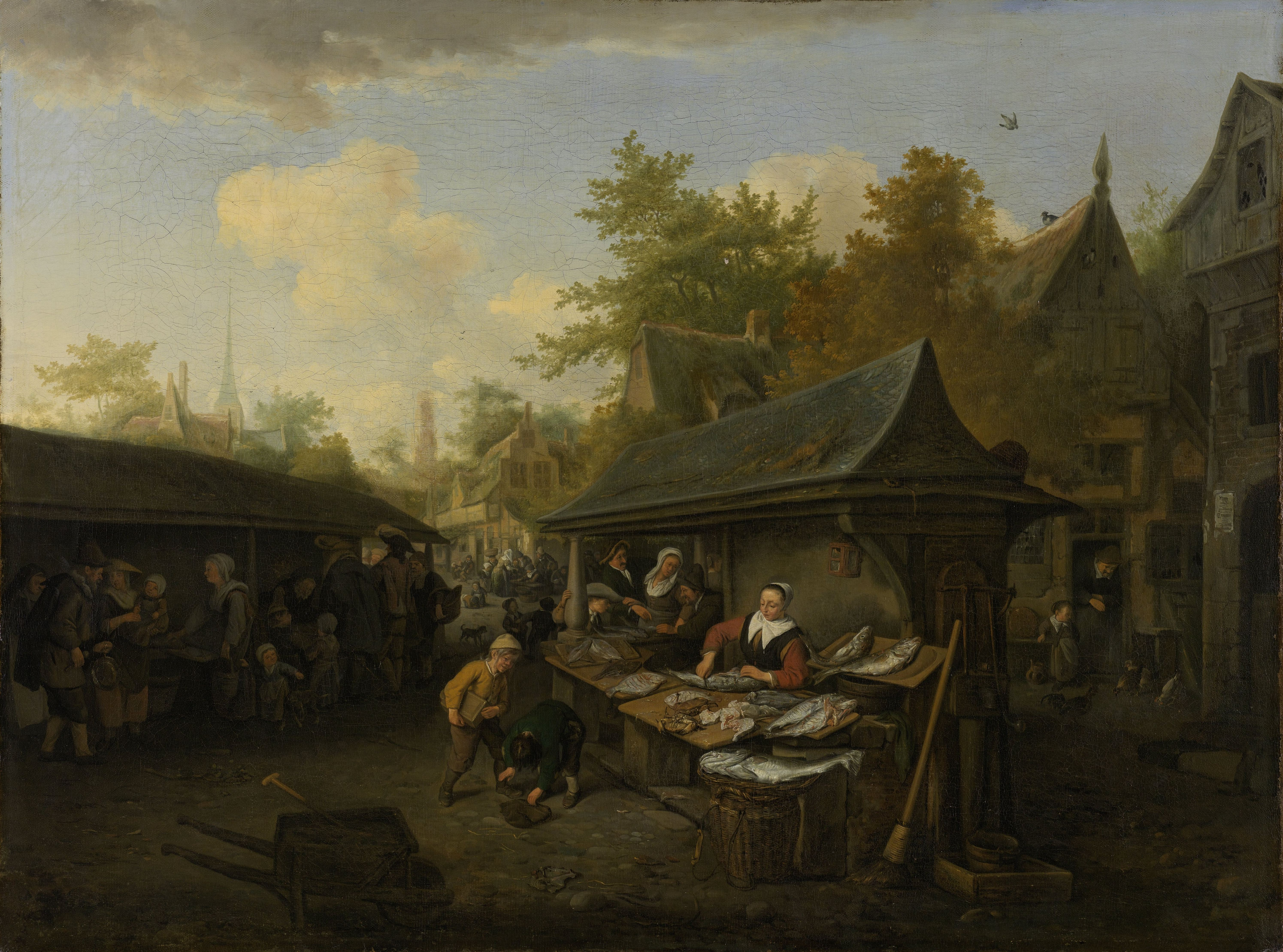
オランダの魚市場（コルネリス・デザルト（英語版）作、1683年）
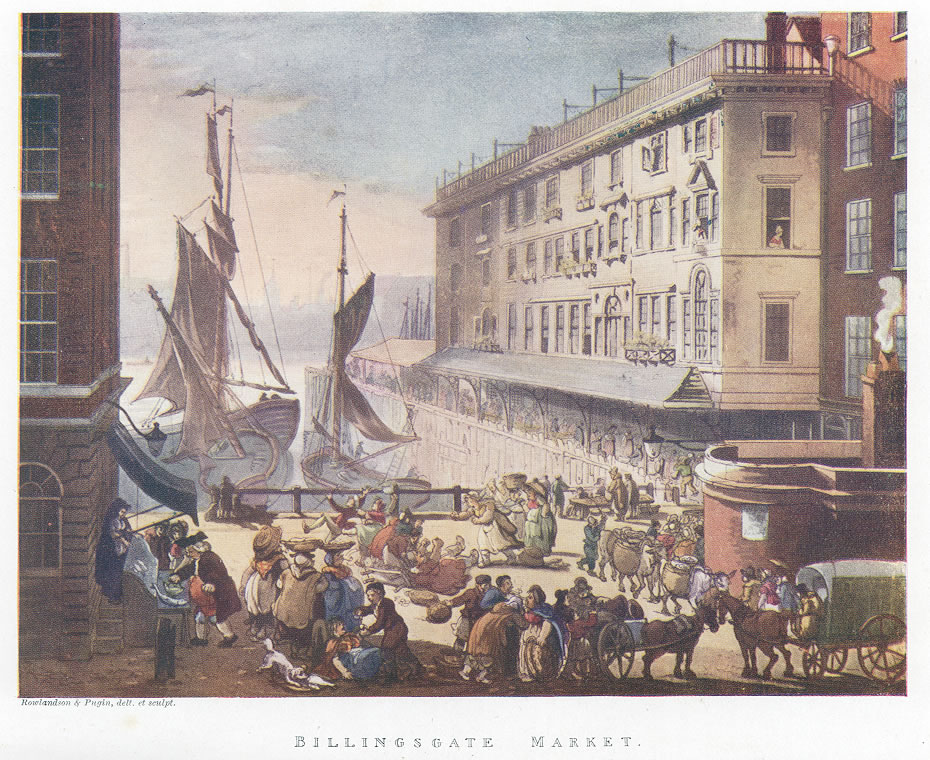
ビリングスゲート魚市場（英語版）（1810年の作品）
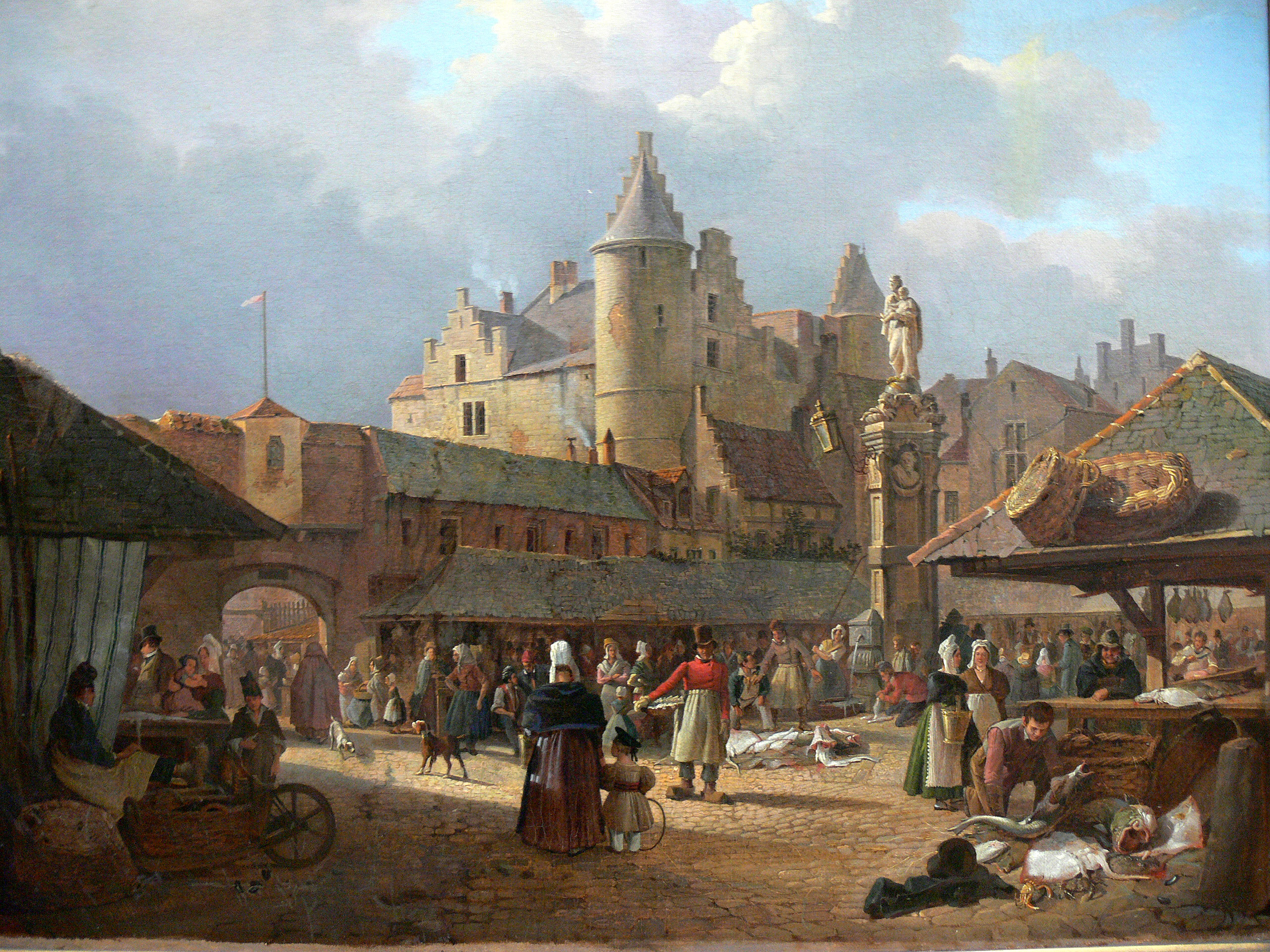
フランスの魚市場（フランソワ＝アントワーヌ・ボシュエ作、1833年）
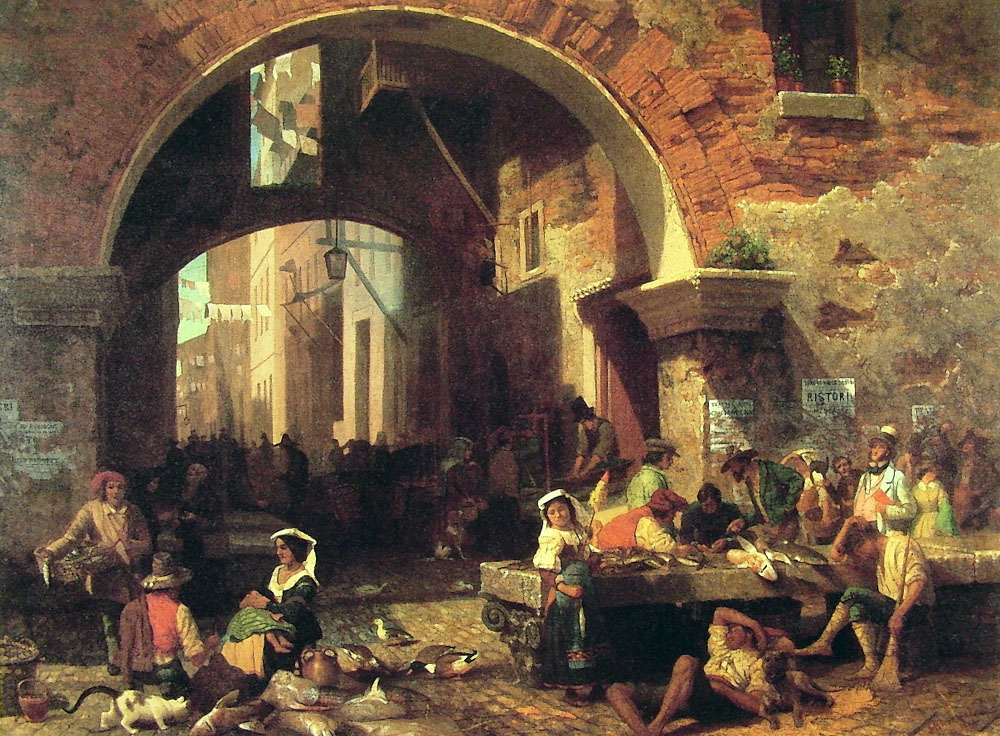
ローマの魚市場（アルバート・ビアスタット 作）
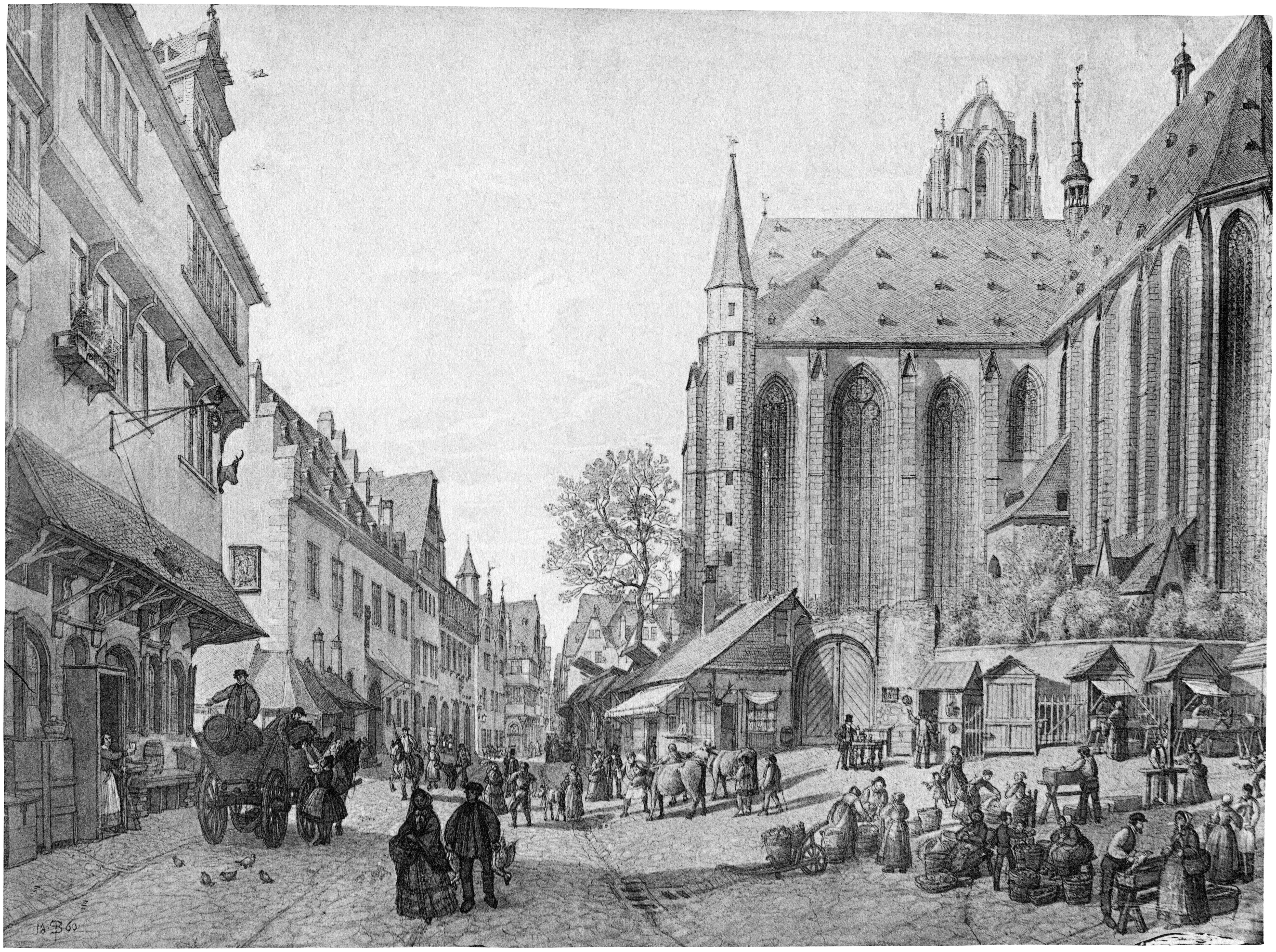
フランクフルト・アム・マインの魚市場（ペーター・ベッケル（英語版）作、1860年）
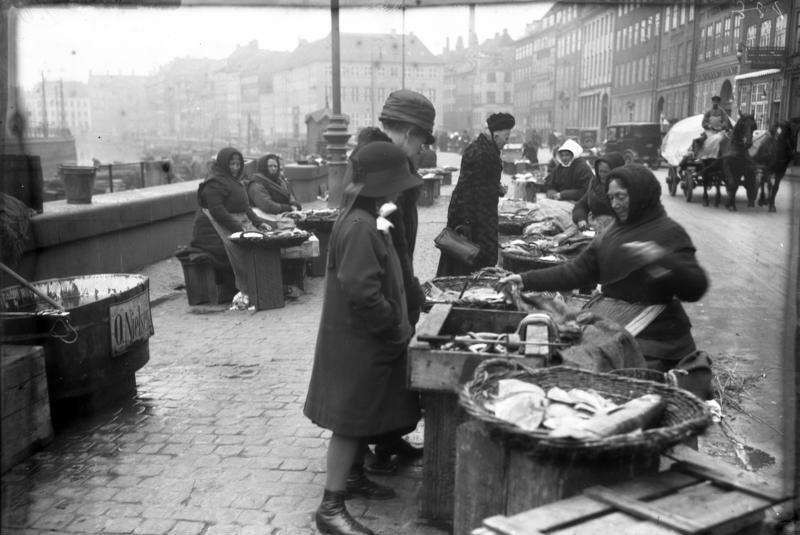
コペンハーゲンで魚を売る漁師の妻たち（1932年）
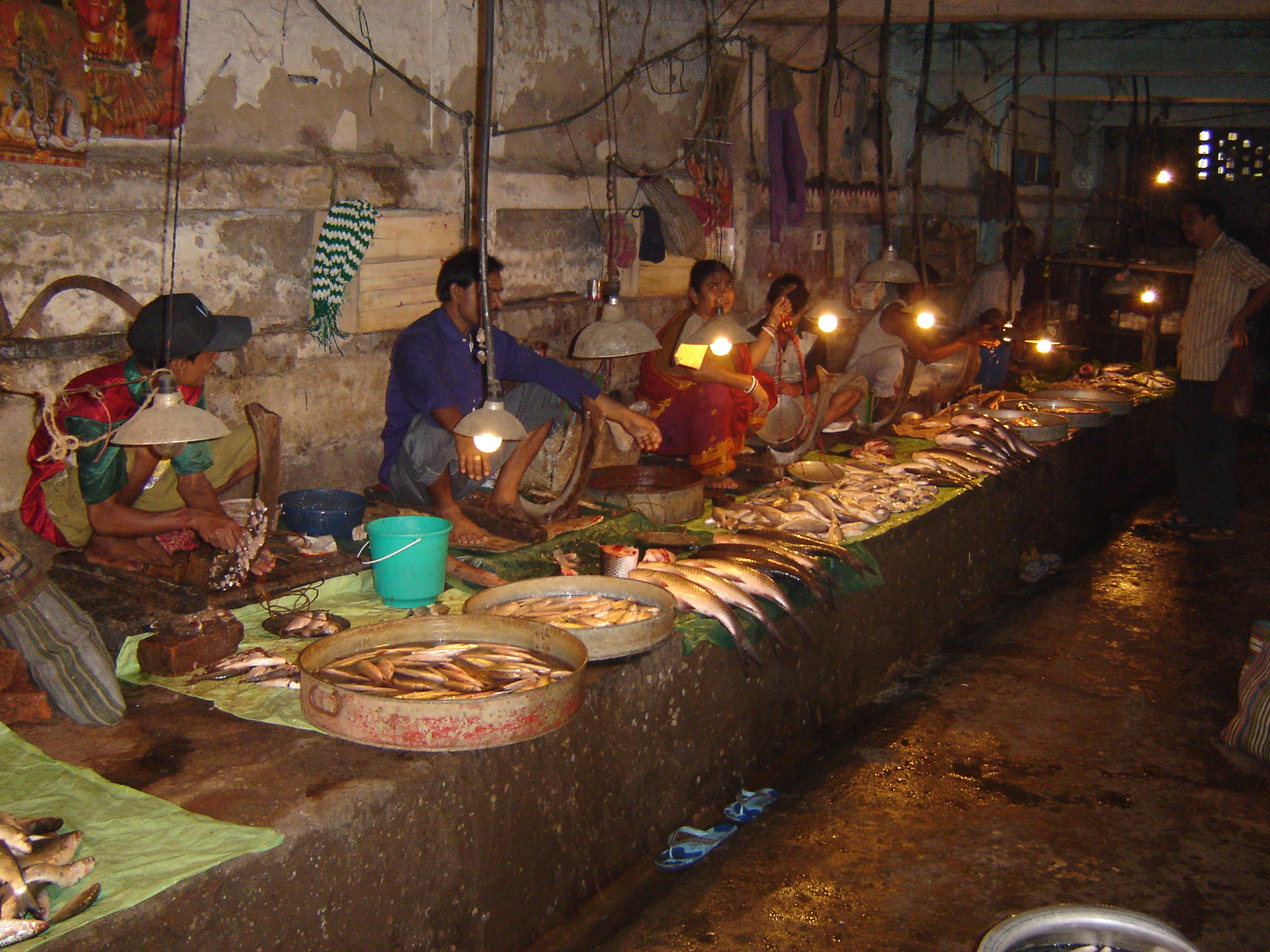
インド・西ベンガル州ハウラーの小さな魚市場

## 主な魚市場

### 卸売市場
- 豊洲市場（ 日本東京）：年間約660,000トンを扱う世界最大の魚市場。2018年に築地市場より移転[1]。
- メルカマドリード（スペイン語版）（ スペインマドリード）：年間約220,000を扱う世界第2位の魚市場[1]
- シドニー魚市場（英語版）（ オーストラリアシドニー）：取扱量で世界第3位、取扱品数で世界第2位の魚市場
- ビリングスゲート魚市場（英語版）（ イギリスロンドン）
- 釜山共同魚市場（朝鮮語版）（ 韓国釜山）
- Feskekôrka（ スウェーデンイェーテボリ）
- フルトン魚市場（ アメリカ合衆国ニューヨーク）
- メインアヴェニュー魚市場（英語版）（ アメリカ合衆国ワシントンD.C.）

### 伝統的な市場
- スカニア市場（英語版）（ スウェーデン）

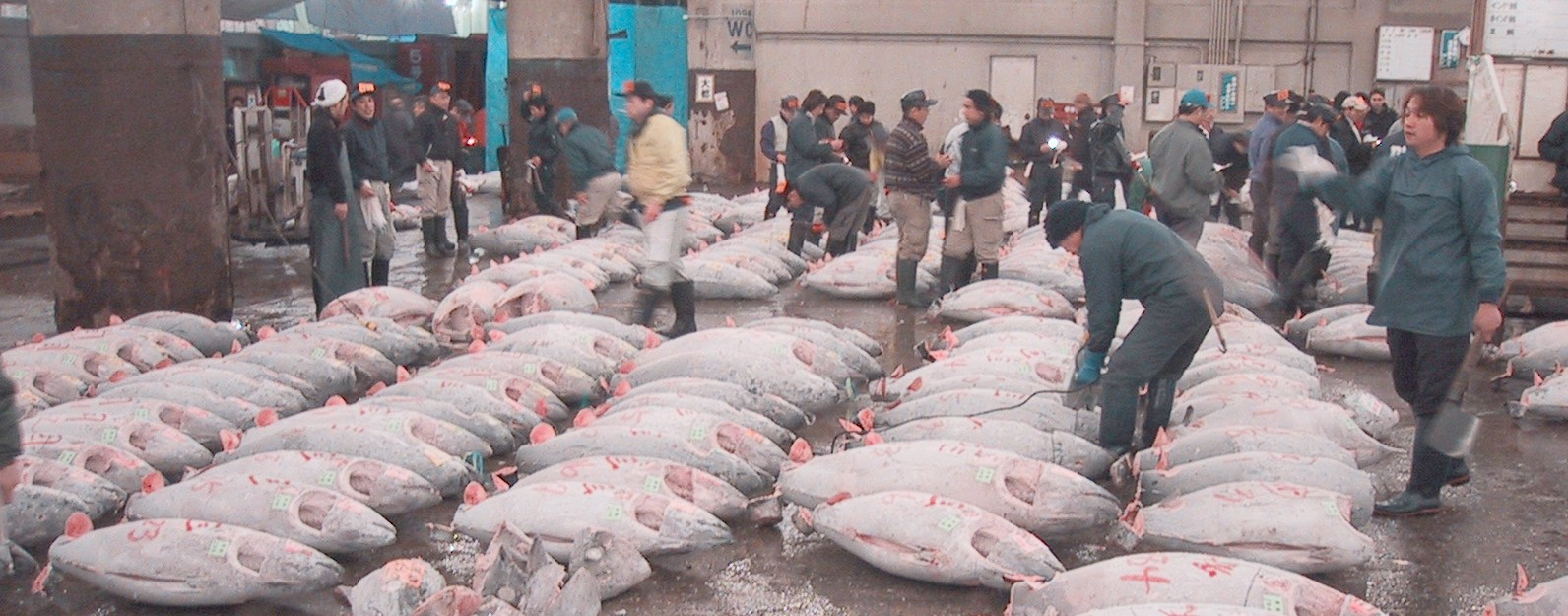
卸売市場 築地市場の冷凍マグロ
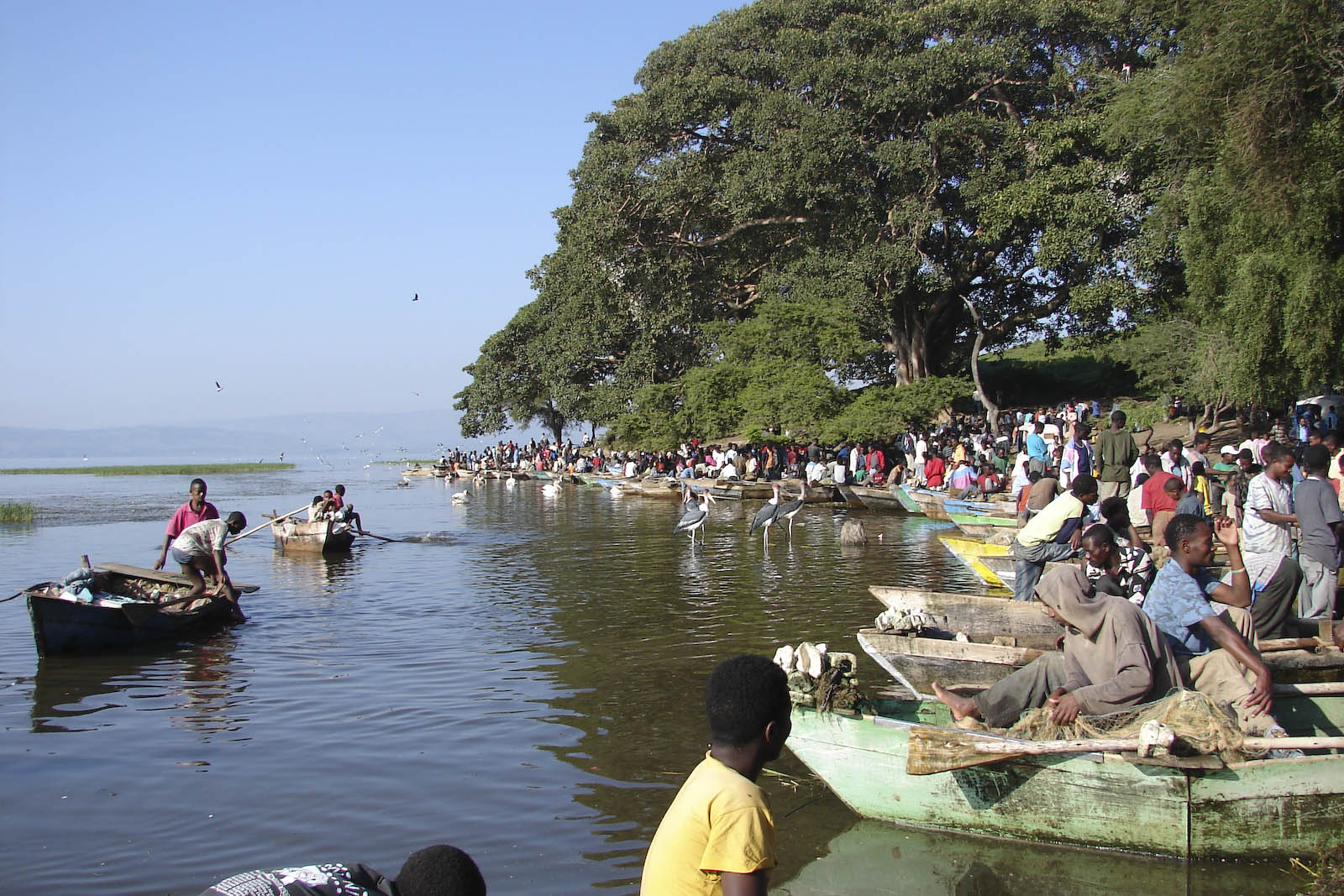
エチオピア・アワサの魚市場
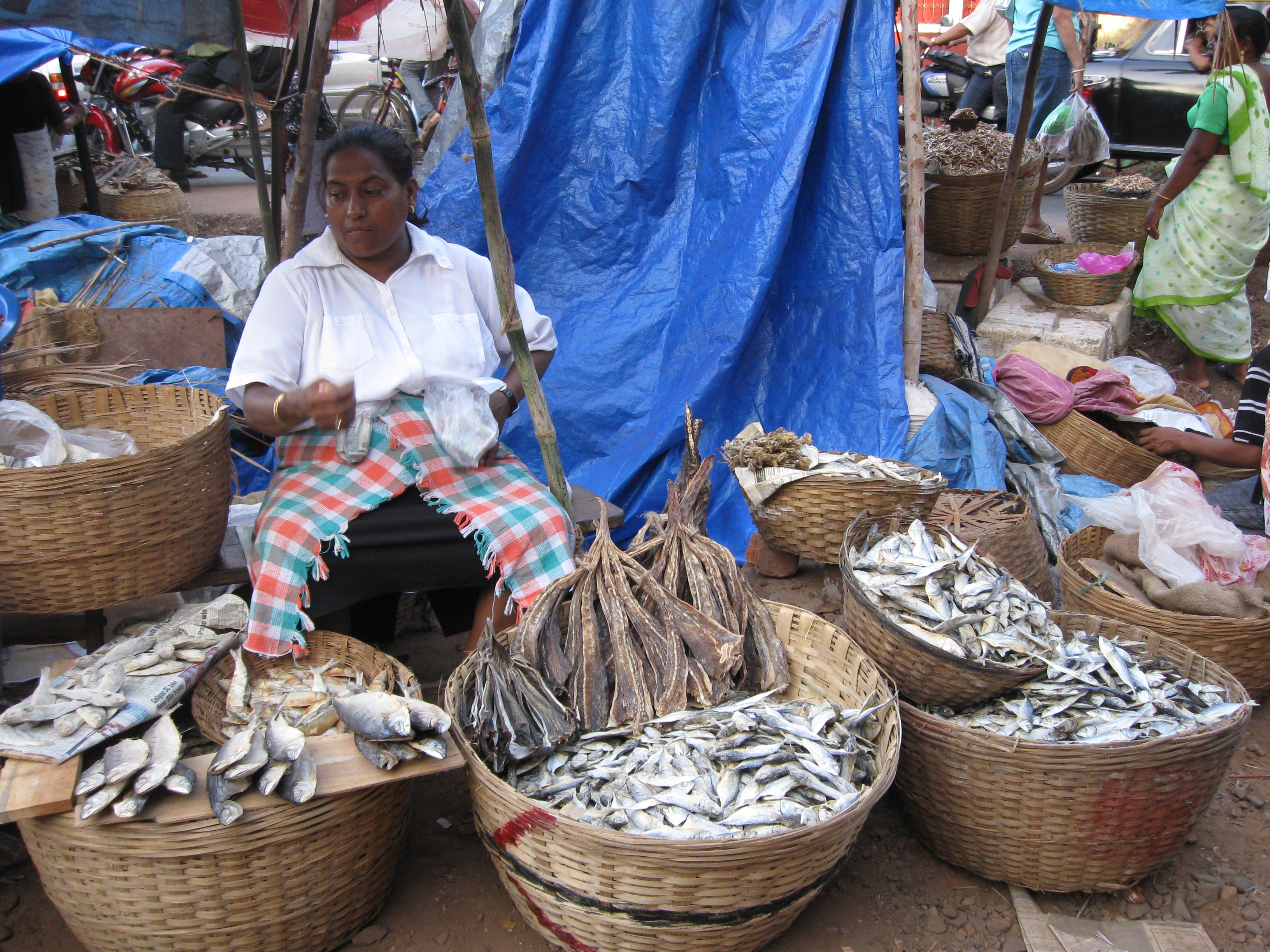
インド・マルガオ（英語版）の魚市場
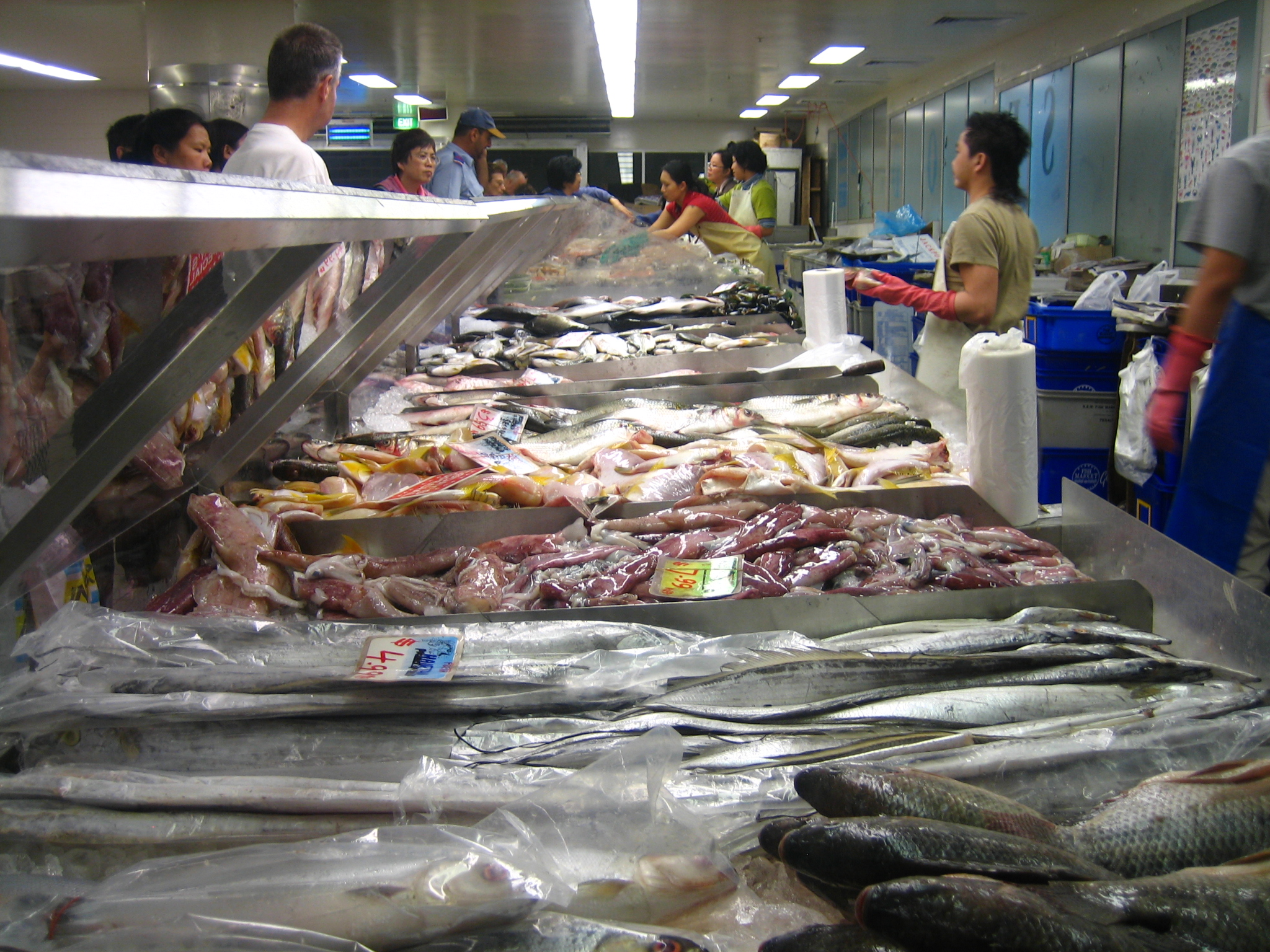
小売市場 シドニーのチャイナタウン（英語版）
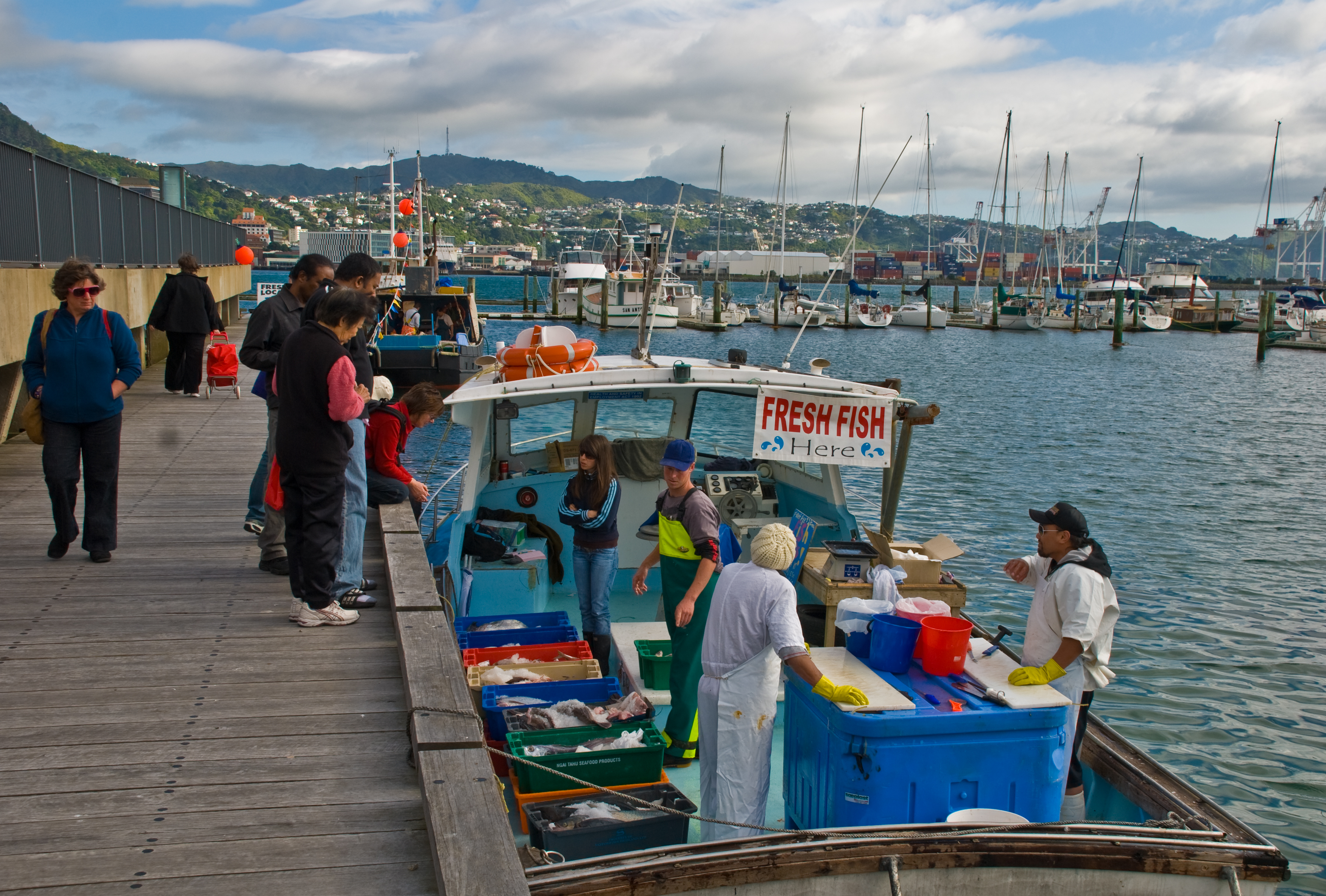
魚介類を加工する仲買人。日曜日の朝にニュージーランド・ウェリントンの埠頭にて
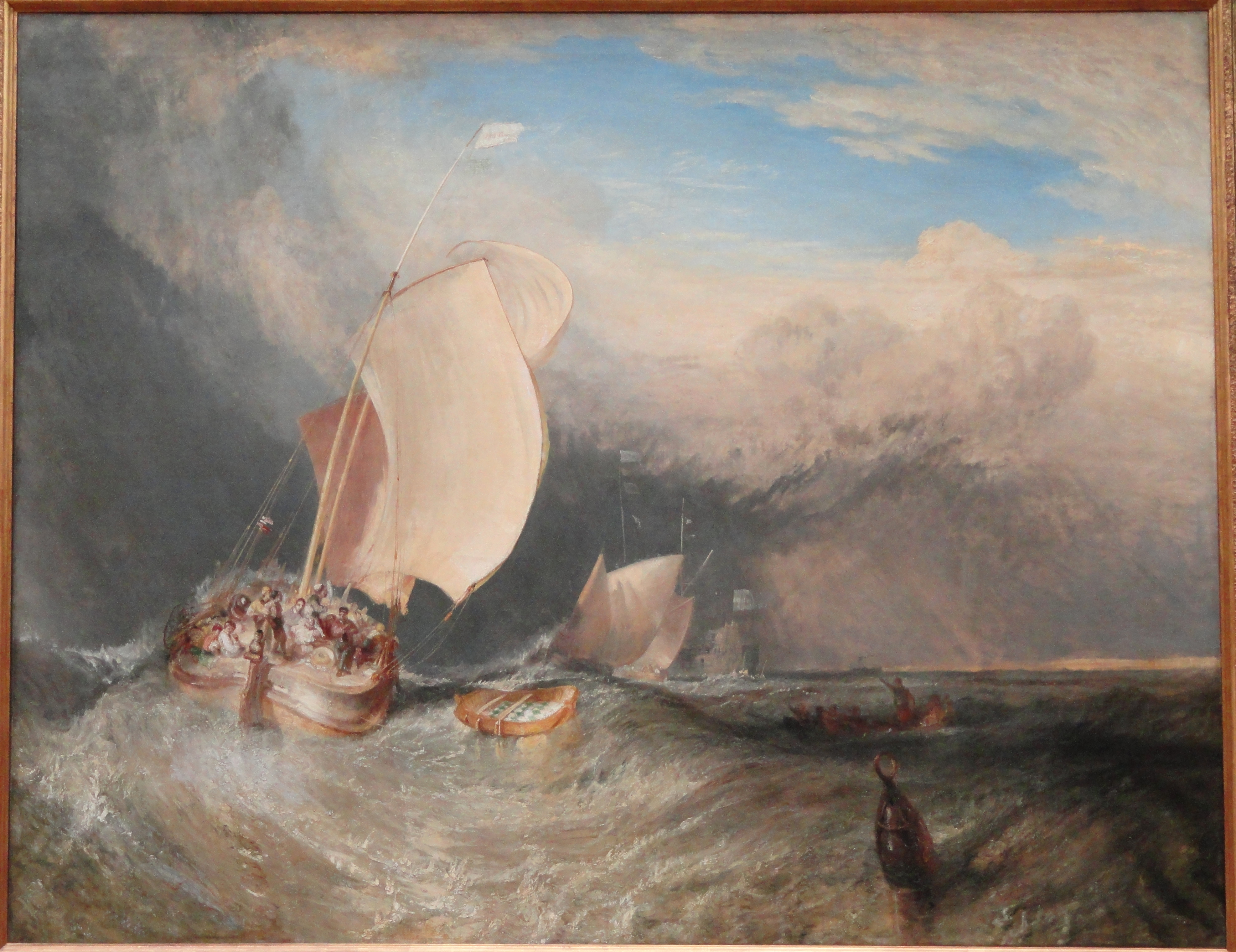
ジョゼフ・マロード・ウィリアム・ターナー作Fishing Boats with Hucksters Bargaining for Fish